# 133-мм корабельна гармата QF 5.25 inch Mark I
133-мм універсальна гармата QF 5.25 inch Mark I (англ. QF 5.25 inch Mark I gun, де QF — скорострільна гармата; 5,25-inch — 5,25-ті дюймова;) — британська універсальна артилерійська система, найпотужніша з допоміжних видів корабельного озброєння бойових кораблів типу лінійних кораблів типу «Кінг Джордж V», лінкора «Венгард», а також основним озброєнням крейсерів ППО типу «Дідо» і «Удосконалений Дідо» Королівського ВМФ Великої Британії
Більш потужна версія гарматної системи «Mark II» перебувала на озброєнні британської армії, де використовувалася, як засіб ППО і гармата берегової оборони. Гармата вважалася надійним засобом боротьби з надводними кораблями типу «есмінець» і боротьбі з авіацією.